# Гімн Гамбії
For The Gambia Our Homeland (укр. За Гамбію, за нашу батьківщину) — державний гімн Гамбії. Офіційно затверджений 1965 році після проголошення незалежності. Автор слів — Вірджинія Джулі Хоуі. Музику до нього написав Джеремі Фредерік Хоуі. Гімн заснований на традиційній пісні мандінка Foday Kaba Dumbuya.

## Текст гімну
For The Gambia, our homeland

We strive and work and pray,

That all may live in unity,

Freedom and peace each day.

Let justice guide our actions

Towards the common good,

And join our diverse peoples

To prove man’s brotherhood.

We pledge our firm allegiance,

Our promise we renew;

Keep us, great God of nations,

To The Gambia ever true.